# Cattleya gaskelliana
La Cattleya gaskelliana es una especie de orquídea epifita  que pertenece al género de las Cattleya.  

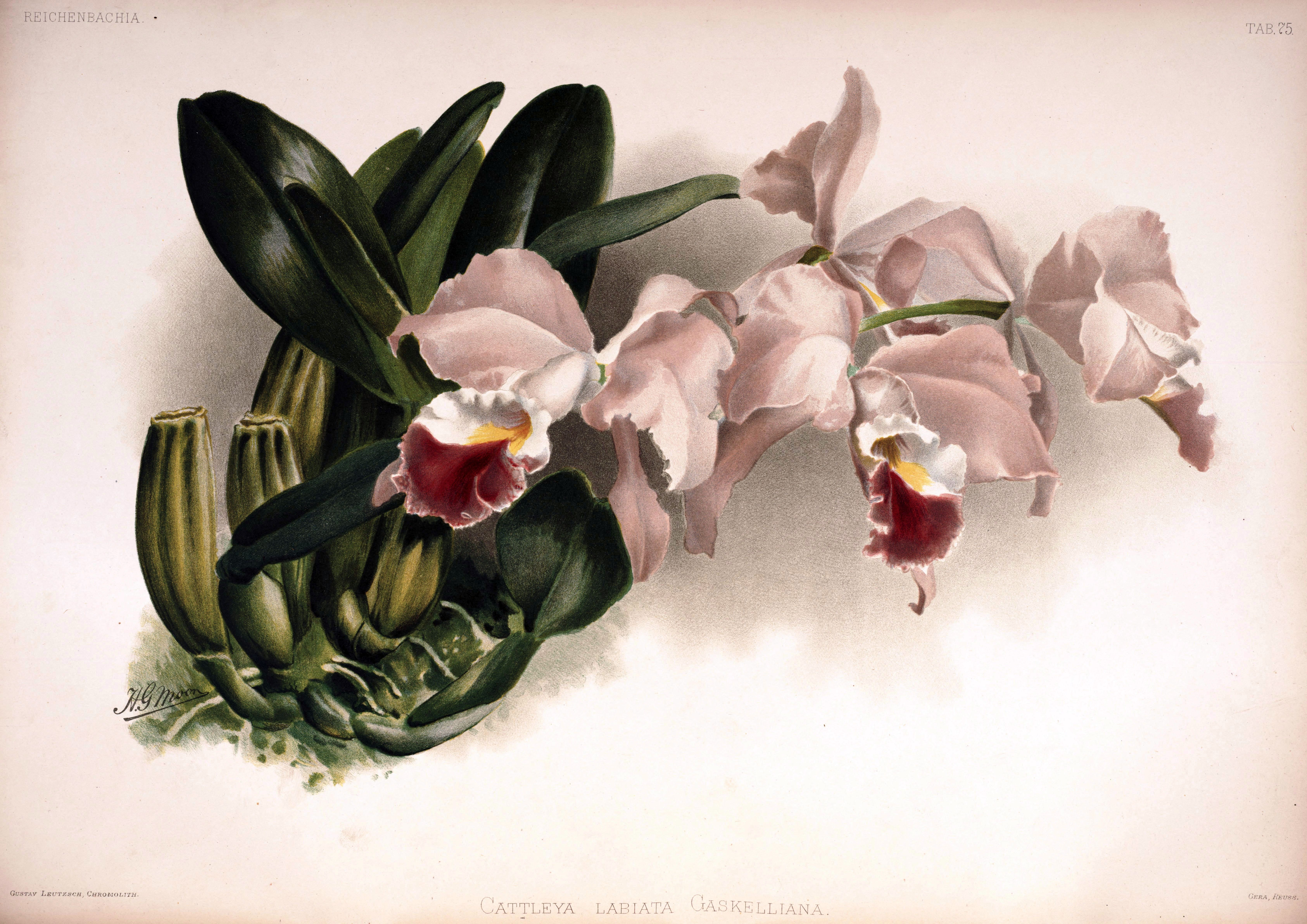
Ilustración

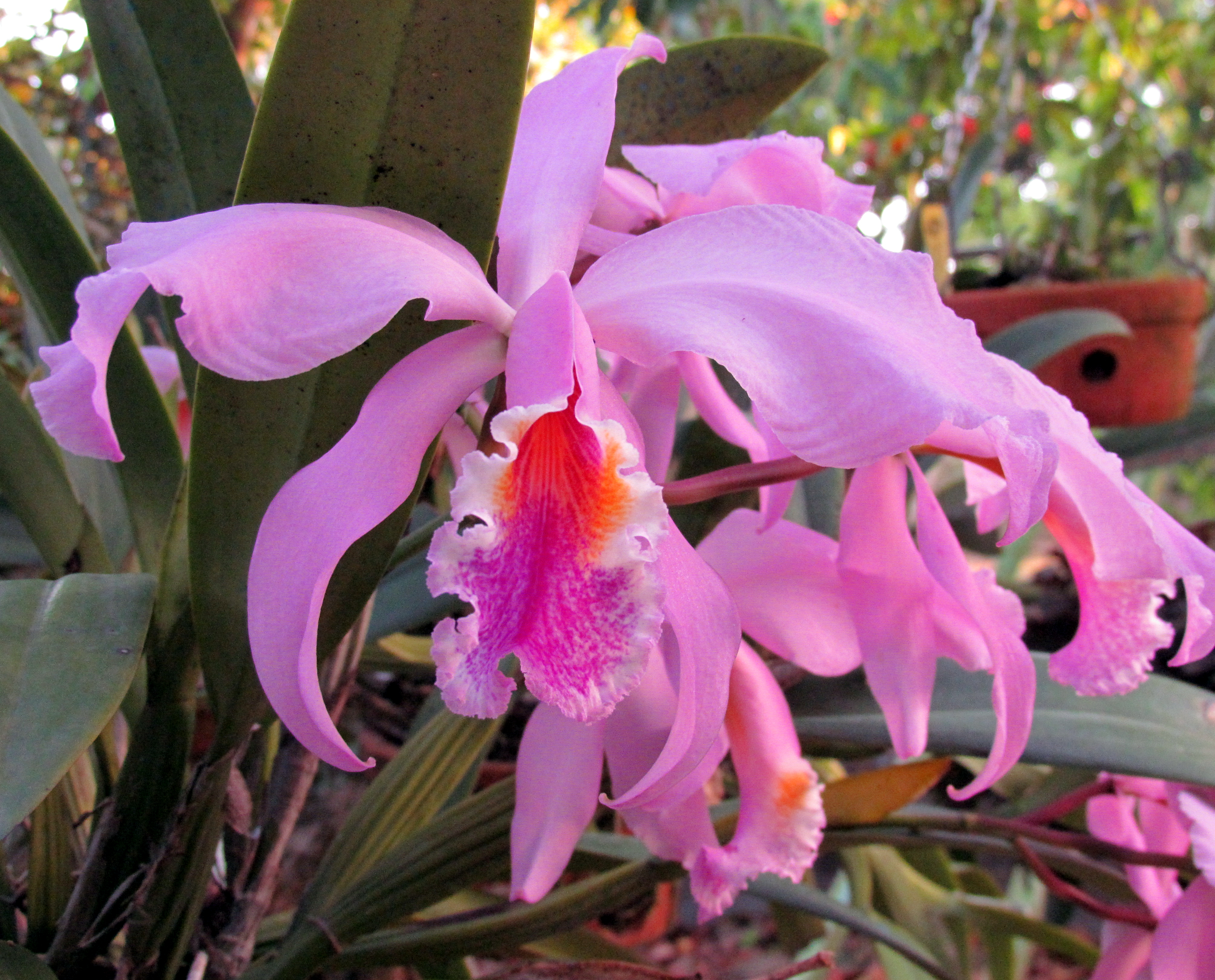
En Venezuela

## Descripción
Es una orquídea de tamaño mediano, de hábitos de epifita con pseudobulbos comprimidos acanalados subtendidos por vainas grisáceas  que llevan una sola hoja, apical, elíptico-ovada, de espesa y coriácea. Florece en la primavera y finales del verano en una inflorescencia terminal, de 9 cm  de largo con unas pocas flores, fragantes, eue surge en un pseudobulbo maduro subtendido por una vaina basal grande.

## Distribución
Se encuentra en Colombia y Venezuela a una altitud de 700 a 1000 metros.
También existe una distribución al sur del Ecuador situandose entre una de las 75 especies todas epífitas.

## Taxonomía
Cattleya gaskelliana fue descrita por (N.E.Br.) B.S.Williams y publicado en The Orchid-Growers Manual (ed. 6) 182. 1885.
Etimología
Cattleya: nombre genérico otorgado en honor de William Cattley orquideólogo aficionado inglés,
gaskelliana: epíteto otorgado en honor de Gaskell (cultivador inglés de orquídeas de los años 1800).
Sinonimia
- Cattleya elegantissima Linden
- Cattleya gaskelliana var. alba B.S.Williams
- Cattleya gaskelliana f. alba (B.S.Williams) M.Wolff & O.Gruss
- Cattleya labiata var. gaskelliana N.E.Br.[1][4][5]